# Philiris melanoma
Philiris melanoma är en fjärilsart som beskrevs av Tite 1963. Philiris melanoma ingår i släktet Philiris och familjen juvelvingar. Inga underarter finns listade i Catalogue of Life.